# Campeonato Goiano Segunda Divisão 2018
In 2018 werd het 47ste Campeonato Goiano Segunda Divisão gespeeld voor clubs uit de Braziliaanse staat Goiás. De competitie werd georganiseerd door de FGF en werd gespeeld van 22 juli tot 30 september. CRAC werd kampioen.

## Eindstand
Normaliter zouden de twee beste teams van beide groepen doorstoten naar de tweede ronde, waarin knock-outfase de kampioen bepaald werd, maar omdat besloten werd de hoogste klasse uit te breiden in 2019 promoveerden de vier eersten en werd CRAC zonder eindronde kampioen. 

### Groep A
| Plaats | Club           | Wed. | W | G | V  | Saldo | Ptn. |
| ------ | -------------- | ---- | - | - | -- | ----- | ---- |
| 1.     | Novo Horizonte | 14   | 7 | 6 | 1  | 23:12 | 27   |
| 2.     | Goiânia        | 14   | 6 | 5 | 3  | 17:12 | 23   |
| 3.     | Jaraguá        | 14   | 5 | 1 | 8  | 18:25 | 16   |
| 4.     | ASEEV          | 14   | 3 | 4 | 7  | 12:17 | 13   |
| 5.     | Santa Helena   | 14   | 3 | 1 | 10 | 14:24 | 10   |

|  | Gekwalifeerd voor de Campeonato Goiano 2019 |
|  | Degradatie                                  |

### Groep B
| Plaats | Club      | Wed. | W  | G | V | Saldo | Ptn. |
| ------ | --------- | ---- | -- | - | - | ----- | ---- |
| 1.     | CRAC      | 14   | 10 | 3 | 1 | 22:10 | 33   |
| 2.     | Goianésia | 14   | 7  | 1 | 6 | 19:18 | 22   |
| 3.     | Jataiense | 14   | 5  | 4 | 5 | 16:19 | 19   |
| 4.     | América   | 14   | 5  | 2 | 7 | 16:18 | 17   |
| 5.     | Trindade  | 14   | 5  | 1 | 8 | 14:16 | 16   |

|  | Kampioen, gekwalifeerd voor de Campeonato Goiano 2019 |
|  | Gekwalifeerd voor de Campeonato Goiano 2019           |

### Kampioen
| Campeonato Goiano de 2018 - Segunda Divisão |
| Goias                                       |
| ------------------------------------------- |
| CRAC Kampioen (4° titel)                    |